# Cherry Red Records
Cherry Red Records es una compañía discográfica británica fundada en 1978 por Ian McNay y Richard Jones.  Desde finales de la década de los ochenta, el sello se ha dado a conocer por publicar reediciones de otras discográficas.

## Historia

### Inicios
La discográfica inició como tal en los años 1970, cuando en el auge del punk muchas compañías vieron una oportunidad para triunfar.  Fue allí cuando Ian McNay y Ricahrd Jones firmaron a la banda local The Tights y en junio de 1978 lanzaron el sencillo «Bad Hearts», vendiendo al principio dos mil copias. El segundo sencillo del grupo alcanzó ventas de 4.000 unidades, pero poco después se desintegró la agrupación.

### Década de los ochenta: más éxitos
La lista de artistas que Cherry Red Records había firmado en sus inicios incluían a Morgan Fisher, The Hollywood Brats, Destroy All Monsters, The Runaways y la destacada banda estadounidense de punk rock Dead Kennedys, a quienes les publicó en el continente europeo en 1980 Fresh Fruit for Rotting Vegetables, su álbum debut. El disco se convirtió en el más vendido de la disquera, llegando al millón de copias vendidas en todo el mundo. Otros grupos y músicos que estuvieron con Cherry Red fueron The Monochrome Set,  Eyeless in Gaza, Felt, Five Or Six y el dúo británico Everything But The Girl, entre otros. Con el dueto británico lanzó el sencillo «Night and Day» en 1982,  el cual obtuvo un éxito respetable, llegando a posicionarse en los listados independientes del Reino Unido.  En ese mismo año, Cherry Records publicó un álbum recopilatorio doble que llevó por nombre Burning Ambitions (A History of Punk), disco que logró buenas ventas debido a su bajo costo —99 peniques cada copia—, llegando a 120.000 unidades vendidas.

### Finales de los 80-actualidad: Inician las reediciones
La compañía dio un giro inesperado, pues el sello comenzó a publicar reediciones de artistas de gran fama ya que no obtenían grandes ganancias. Esto no significó que Cherry Red Records no publicara material nuevo, pues ha firmado a músicos reconocidos como Hazel O'Connor, Hussey-Regan, Jah Wobble & Keith Levene, Ken Hensley, Marc Almond, Red Box, Suzi Quatro, The Christians, The Fall y Van Der Graaf Generator.

### Nuevos proyectos
Ian McNay es un gran aficionado al fútbol y al club AFC Wimbledon, del cual es director; de hecho, el estadio del equipo lleva como nombre The Cherry Red Records Stadium.  La compañía comenzó a transmitir en 2007 un programa de televisión llamado cherry red TV. También publican su propia revista y una división titulada Cherry Red Songs. Actualmente también aparecen cómo sponsor de la tercera equipación de Wycombe Wanderers.